# Altera
Altera – amerykańskie przedsiębiorstwo branży elektronicznej założone w 1983 r. Jest pionierem w dziedzinie programowalnych układów logicznych, systemów mikroprocesorowych i podzespołów elektronicznych. 

## Historia
W 1984 roku firma wprowadziła pierwszy układ scalony o oznaczeniu EP300 w technologii EPLD. Był to pierwszy reprogramowalny układ scalony, który posiadał w swojej obudowie okienko kwarcowe pozwalające na skasowanie komórek EPROM przy pomocy światła ultrafioletowego i ponowne zaprogramowanie układu. Kiedy w 1985 r. Xilinx poinformował o stworzeniu pierwszego FPGA, który miał całkowicie inną architekturę od EPLD, Altera zainspirowana tym rozwiązaniem stworzyła nową architekturę Complex PLD (CPLD), która nie posiadała ograniczeń FPGA w postaci komórek logicznych mających jedynie trzy wejścia.
Od tamtego czasu Altera jest wiodącą firmą na rynku elektroniki, specjalizuje się również w takich technologiach jak CPLD i ASIC. W 2006 r. dochody firmy wyniosły 1,29 mld USD. Prezesem firmy jest John P. Daane. Firma zatrudnia 2654 pracowników w 19 krajach, a jej główna siedziba znajduje się w San Jose w Kalifornii. Prowadzi wiele programów naukowych dla studentów i przekazuje swoje urządzenia politechnikom w celach badawczych i edukacyjnych.
28 grudnia 2015 firma została przejęta przez Intel Corporation za 16,7 mld USD.
Firma jest najbardziej znana z produkcji układów Stratix, Arria, Cyclone i HardCopy.